# Kathrin Kellenberger
Kathrin Kellenberger (ur. 20 grudnia 1977) – szwajcarska snowboardzistka. Nie startowała na igrzyskach olimpijskich. Jej najlepszym wynikiem na mistrzostwach świata jest 13. miejsce w snowcrossie na mistrzostwach w Whistler. Najlepsze wyniki w Pucharze Świata osiągnęła w sezonie 2004/2005, kiedy to zajęła 6. miejsce w klasyfikacji snowboardcrossu była szósta.

## Sukcesy

### Mistrzostwa Świata
| Miejsce | Dzień       | Rok  | Miejscowość | Konkurencja    | Zwycięzca          |
| ------- | ----------- | ---- | ----------- | -------------- | ------------------ |
| 26.     | 19 stycznia | 2003 | Kreischberg | Snowboardcross | Karine Ruby        |
| 13.     | 16 stycznia | 2005 | Whistler    | Snowboardcross | Lindsey Jacobellis |

### Puchar Świata

#### Miejsca w klasyfikacji generalnej
- 1997/1998 - 127
- 2000/2001 - -
- 2001/2002 - 36
- 2002/2003 - -
- 2003/2004 - -
- 2004/2005 - -
- 2005/2006 - 60.

#### Miejsca na podium
1. Valle Nevado – 16 września 2004 (snowboardcross) - 2. miejsce
2. Nassfeld – 14 grudnia 2004 (snowboardcross) - 2. miejsce